# Kägiswil
Kägiswil (toponimo tedesco) è un quartiere di 1 288 abitanti del comune svizzero di Sarnen, nel Canton Obvaldo.

## Geografia fisica
Kägiswil si trova su una piana alluvionale a ovest del fiume Aa di Sarnen, a nord di Sarnen lungo la strada del passo del Brünig; oltre al paese omonimo comprende la frazione di Kreuzstrasse in pianura, l'insediamento sparso di Schwarzenberg in quota e il lago di Wichelsee.

## Storia
Ha costituto una comunità di distretto di Sarnen dal 1879 fino alla loro soppressione nel 2004

## Monumenti e luoghi d'interesse
- Chiesa parrocchiale cattolica di San Bartolomeo, eretta prima del 1455 e ricostruita nel 1966-1968[2].

## Società

### Evoluzione demografica
L'evoluzione demografica è riportata nella seguente tabella:
Abitanti censiti

## Economia
L'economia locale si basa prevalentemente sull'industria (Gruppo Leister, metalmeccanica) e sul pendolarismo in uscita verso Sarnen, Alpnach e l'area metropolitana di Lucerna.

## Infrastrutture e trasporti

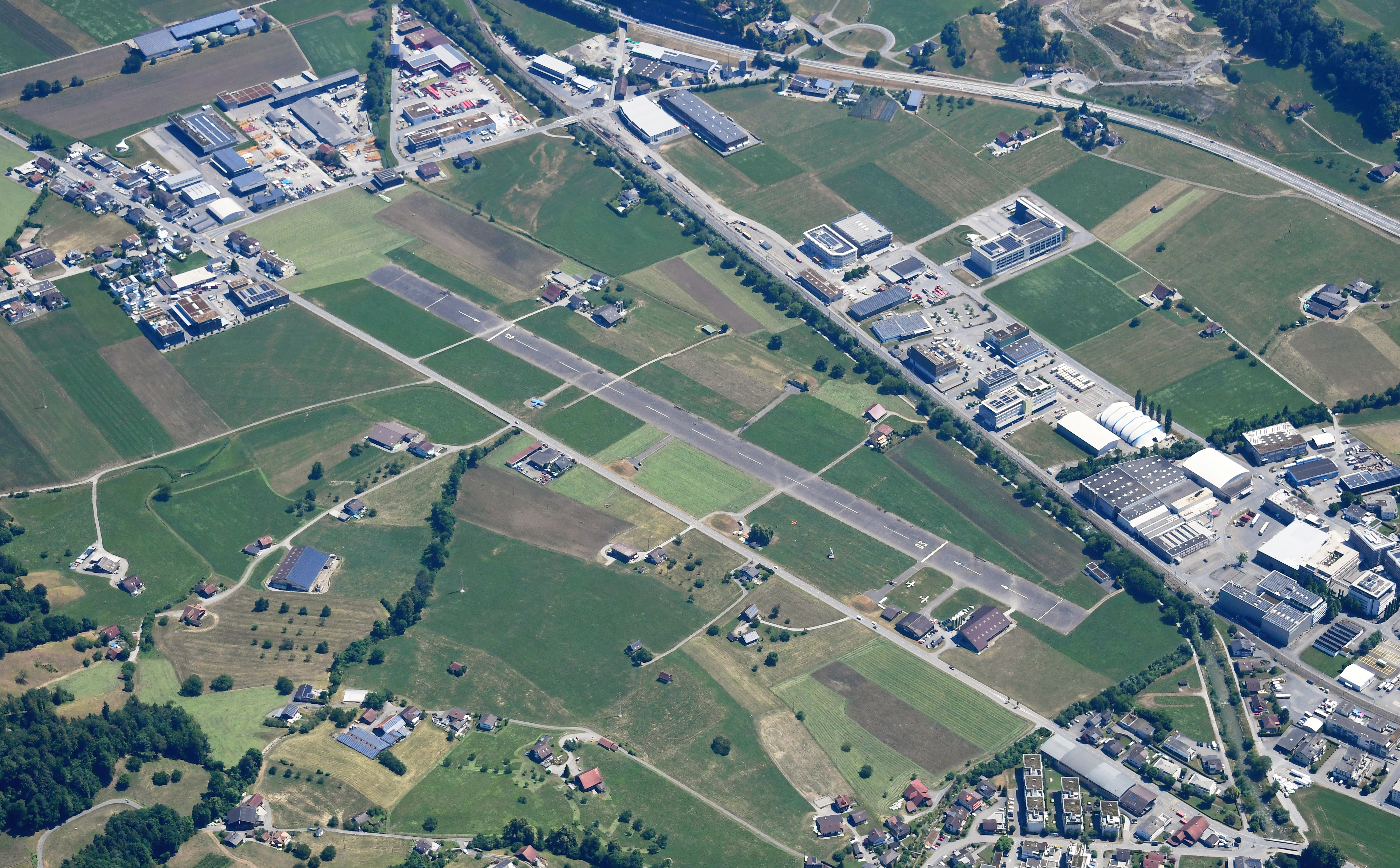
L'aeroporto di Kägiswil

Kägiswil è servito dalle uscite di Sarnen Nord e Alpnach Süd sull'autostrada A8, dalla strada principale 4, dalla stazione di Kerns-Kägiswil sulla ferrovia del Brünig (linee S5 e S55 della rete celere di Lucerna) e dall'aeroporto civile di Kägiswil.